# Matthias Groote
Matthias Groote (ur. 21 października 1973 w Leer) – niemiecki samorządowiec, poseł do Parlamentu Europejskiego VI, VII i VIII kadencji.

## Życiorys
W 1990 ukończył szkołę realną w Westrhauderfehn, po czym pracował m.in. jako mechanik przemysłowy. Zastępczą służbę wojskową odbył w Niemieckim Czerwonym Krzyżu (1995–1996). Po jej zakończeniu pracował w charakterze technika-mechanika. W 2005 uzyskał dyplom inżyniera-ekonomisty w Wyższej Szkole Technicznej.
W 1996 wstąpił do SPD. Rok później znalazł się w zarządzie partii w Leer oraz został szefem jej lokalnej młodzieżówki Jusos (do 2002). W 1996 wybrany do rady gminy Ostrhauderfehn. Pięć lat później uzyskał mandat radnego powiatu Leer.
W 2005 wszedł do Parlamentu Europejskiego, reelekcję uzyskiwał w wyborach w 2009 i 2014. We wrześniu 2016 wygrał wybory na stanowisko landrata powiatu Leer. W konsekwencji w październiku 2016 zrezygnował z mandatu eurodeputowanego.